# Shelagh Donohoe
Shelagh Donohoe (ur. 22 stycznia 1965 w Lowell) – amerykańska wioślarka. Srebrna medalistka olimpijska z Barcelony.
Zawody w 1992 były jej jedynymi igrzyskami olimpijskimi. Medal zdobyła w czwórce bez sternika, płynęła wspólnie z Cindy Eckert, Amy Fuller i Carol Feeney. Na mistrzostwach świata zdobyła dwa srebrne medale - w 1990 w ósemce, w 1991 w czwórce bez sternika.